# ميجانا
الميجانا هي من أنواع الزجل أي الشعر الغنائي التراثي الشعبي المنتشر التي لها مكانة مرموقة في الغناء الشعبي السوري واللبناني والفلسطيني على وجه الخصوص. ويرددها العامة في كل مناسبة مثل الفرح والسمر والأنس. وعادة ما تكون مصاحبة للعتابا.

## أصل التسمية
مثل كل التراث المنقول، اختلف في معنى وأصل الميجانا. ذكر مارون عبود إلى أن اصله منحوت من (يا ما جانا) أي «ما أكثر ما أصابنا». كما ذكر لحد خاطر أنها عبارة «يا ماجنة» من المجون بمعنى أيتها العابثة المستهترة. أما أنيس فريحة فيردها إلى أصل سرياني من جذر «نجن» الذي يعني «الغناء». وذكر أيضا أنها «يا ما جنى» أي «ما أكثر ما ظلم»، و«ميجانة» وهي كلمة متحوّلة من «مرجانة» كما ذكر أن «ميجانا» و«عتابا» هما بنتين لأمير كانتا تتغّنيان بمواضيع عاطفية. أما مالك جندلي فيردها إلى أصل فينيقي التي تعني كرامة[بحاجة لمصدر]. وقيل أن أصلها باللغة الكوردية وتعني (روحي) وقد اخذت من قبل الموارنة والدروز[محل شك] الذين كلاهما قدموا من جبل الكورد - مدينة عفرين في شمال غربي حلب.[بحاجة لمصدر]كما قيل أنها العصا الغليظه التي كان يستخدمها الفلاح الفلسطيني في دق القمح ودق اعمدة الخيمة ويستخدمها أيضا في الدفاع النفس وأصبحت رمزا للرجولة ويتغنى بها[بحاجة لمصدر]
ورد في المعجم الوسيط ما يلي: الميجنة: المئجنة (من الفعل أجن) والمئجنة هي مِدَقَّةُ القَصَّار (أو القَصَرَةُ وهي قطعة من الخشب) والقصار هو من يُقَصِّرُ الثياب أو النسيج فيزيل لونه أو يخففه
للميجانا مكانة عالية في الغناء والطرب الفلسطيني واللبناني وهي توأم العتابا إذ كثيرا ما يقرن بينهما فيقال اطلع عتابا واكسر ميجانا.

## أسلوبها
تبدأ الميجانا بكسرة حسب التعبير العامي الشائع وهو المطلع ويكون عبارة عن بيت شعري صدره أو شطره الأول «يا ميجانا يا ميجانا يا ميجانا» وعجزه يعود إلى هذه القافية ومستقلا بالمعنى، يكون صدر وعجز البيت الأول وصدر البيت الثاني على قافية واحدة وعجز البيت الثاني على قافية المطلع (نا)، أما الدور فهو مؤلف من أربع أشطر كما في العتابا تنتهي الأشطر الثلاثة الأولى إما جناس أو مقفاة ويعود الشطر الرابع للقافية العامة. أما الميجانا فتأتي على الوزن اليعقوبي الذي تتألف دعامتيه من 24 حركة صوتية 12 في كل شطر.